# Enlinia dominicensis
Enlinia dominicensis är en tvåvingeart som beskrevs av Robinson 1975. Enlinia dominicensis ingår i släktet Enlinia och familjen styltflugor.
Artens utbredningsområde är Dominica. Inga underarter finns listade i Catalogue of Life.